# Чёрная Грязь (Тульская область)
Чёрная Грязь — деревня в Киреевском районе Тульской области России.
В рамках административно-территориального устройства является центром Оленского сельского округа Киреевского района, в рамках организации местного самоуправления входит в сельское поселение Дедиловское.

## География
Расположена в 7 км к юго-востоку от города Киреевска и в 43 км к юго-востоку от центра города Тула.

## Население
| 2002 | 2010 |
| ---- | ---- |
| 582  | ↘570 |

Население — 570 чел. (2010). 